# Tekken Revolution
Tekken Revolution (llamado 鉄拳 レボリューション Hepburn: Tekken Reboryūshon en japonés) fue un videojuego de lucha gratuito desarrollado y publicado por Namco Bandai Games para PlayStation 3. 
Fue lanzado en exclusiva para PlayStation 3 a través de la PlayStation Store el 11 de junio de 2013, es el primer juego de la franquicia Tekken en hacerse libre para jugar de esta manera. 
El 21 de marzo de 2017 se cerraron los servidores del juego dando fin al servicio de este y así dar paso a su sucesor Tekken 7 en la plataforma PlayStation 4 a lanzarse el mismo año.

## Personalización

### Mejora del personaje
Tekken Revolution es el primero de la serie en incluir un sistema de microgestión similar al de un juego de rol. Esta nueva mecánica de juego consiste en asignar puntos de habilidad a una de las tres estadísticas; Potencia ,resistencia o vigor:
- Poder / Fuerza: aumenta la cantidad de daño base infligido
- Resistencia / dureza: aumenta el indicador de salud
- Vigor / Espíritu: aumenta la probabilidad de golpe crítico y la posibilidad de ingresar al modo de ira.

Esta mecánica proporciona un incentivo de juego adicional importante, pero tiende a desequilibrar las partidas al favorecer a los jugadores que han pulido al máximo las estadísticas de su personaje, independientemente de su habilidad.
Además de esto, Reset Drinks está disponible para restablecer las estadísticas de cualquier personaje a cero. Sereembolsará cualquier dinero de pelea '' '' gastado en puntos. El primer reinicio es gratuito y las bebidas de reinicio adicionales se pueden comprar a través de PlayStation Store. Una bebida Reset costará 5 libras (6,52 USD).

### Modos
Los siguientes son modos de juego disponibles actualmente:
- Modo Arcade (Normal, Difícil, Muy Difícil)

- Online VS (Partida igualada o Partida de jugador)

- Espacio de calentamiento (modo de práctica)

- Mokujin Rush (Normal o Turbo)

El modo Arcade de Tekken Revolution es muy similar al de títulos anteriores. Hay 8 etapas en total con 2 rondas cada una. La octava etapa es una pelea de jefes y la séptima etapa es una pelea de subjefes. El jugador recibe dinero de pelea y puntos de regalo al ganar las etapas. 
Hay 3 configuraciones de dificultad:                 
- Normal: los oponentes tienen aumentos mínimos de estadísticas
- Difícil: los oponentes tienen aumentos de estadísticas ligeros (las recompensas se multiplican por 1.5)
- Muy difícil: los oponentes tienen aumentos de estadísticas moderados (las recompensas se duplican)

También hay una característica especial en el modo Arcade. Cuanto mayor sea la dificultad seleccionada, mayor será la probabilidad de enfrentarse a un subjefe secreto en la séptima ronda. Estos subjefes secretos dan recompensas adicionales si son derrotados.
Online VS - El modo En línea en Tekken Revolution es muy similar a Tekken Tag Tournament 2; con la excepción de poder habilitar / deshabilitar la mejora de personajes.
- Partida igualada: las partidas cuentan para el rango.
- Partido de jugador: el rango no se ve afectado. Se pueden seleccionar Buscar sesión y Crear sesión .
- Premium Session: juega contra otros jugadores en Player Match sin consumir monedas durante 60 minutos.

Espacio de calentamiento: practica de forma indefinida sin consumir monedas. Se pueden seleccionar etapas (Wall-Off o Wall). Las listas de comandos están disponibles con visualización de comandos. Solo está disponible el modo estilo libre y el muñeco de entrenamiento es Mokujin.
Mokujin Rush: un modo de evento por tiempo limitado y completamente nuevo en la  serie Tekken. Consume 1 boleto de Mokujin. Los jugadores también pueden gastar sus boletos / monedas prémium para ingresar a este modo. Lucha constantemente engendrando Mokujins (Mokujin, Tetsujin, Kinjin). Hay 8 etapas en total con 2 rondas cada una. En la séptima etapa, siempre se lucha contra Tetsujin y en la octava etapa, se garantiza que Kinjin aparecerá. Las recompensas aumentan con victorias consecutivas. Después de la actualización de la versión 1.03, el número de coincidencias se redujo a 3.

#### Turbo batalla
Para celebrar la actualización de la versión 1.03, se llevó a cabo un evento del Festival Mokujin para presentar una nueva mecánica de juego. Se agregó un modo turbo, similar al de la serie Street Fighter. Esencialmente, la velocidad del juego se ha incrementado drásticamente. Sin embargo, esto solo se limitó al modo Mokujin Rush. Ocurre aleatoriamente cada vez que un jugador ingresa al modo Mokujin Rush.

## Jugabilidad
Tekken Revolution lleva la serie a una nueva forma de jugar. Varias nuevas mecánicas se introducen, como "Artes Especiales" y "Artes críticos" diseñados para ayudar a los nuevos jugadores. Cuenta con un movimiento especial que "no puede ser bloqueado" de todas formas es la única entrega en el que este aparece. Bound, el mecánico donde los personajes pueden ser escalonadas para tener más posibilidades de causar ataques adicionales sobre todo se han eliminado, con el única forma de activarlo es a través de las interacciones de escenarios, como la caída a través de ambientes o atravesar paredes. Por primera vez en la serie Tekken, una función estadística a la actualización se lleva a cabo, en el que los jugadores pueden gastar puntos de habilidad (4 se otorgan cada vez que subas de nivel) para mejorar su carácter de: energía (fuerza de ataque), Resistencia (medidor de estado) y, Vigor (probabilidad de conseguir un golpe crítico o entrar en un estado de rabia, determinada por la diferencia entre usted y el vigor de su oponente). Modos básicos series como retorno el modo Arcade, donde los jugadores batalla contra adversarios de IA, así como el modo en línea, donde los jugadores luchan entre sí a través de partidas igualadas y el jugador en línea. Modo de práctica, que estuvo ausente durante el lanzamiento, se añadió como actualización, así como la opción de desactivar las estadísticas del personaje durante las partidas del jugador, así como diversos trajes y efectos añadidos, que se pueden comprar a través de PlayStation Store.
También cuenta con eventos para aumentar los puntos de experiencia, de regalo, etc. Los cuales están en constante actualización y tienen una duración de pocos días.

## Personajes
Hay un total de 36 personajes en el juego (incluyendo la transformación de Kazuya para Devil), ocho de los cuales se pueden reproducir desde el principio. Heihachi Mishima, Jinpachi Mishima, Mokujin, Tetsujin, Kinjin y True Ogre (o una versión de oro de él) también son contrincantes en el modo Arcade, aunque ellos mismos no se pueden desbloquear. También se ha ido añadiendo nuevos personajes y modos de juego como el "Mojukin Rush" a través de actualizaciones. Y por primera vez Yoshimitsu no estará presente en una entrega de Tekken, lo cual genera que ya no pertenezca al grupo de Paul, King I/II, Kuma I/II, Heihachi y Nina, quienes si han aparecido desde la primera entrega hasta esta. 
(*)Personajes desbloqueables desde la primera versión.
(**)Personajes desbloqueables tras actualizaciones.
(***)Personajes no desbloquebles.
| - Alisa Bosconovitch* - Armor King II** - Asuka Kazama - Bryan Fury* - Bob Richards** - Christie Monteiro** - Devil (Transformación de Kazuya en combate, ya no se elige aparte) - Devil Jin** - Eliza** (Nuevo personaje en esta entrega) - Feng Wei** - Heihachi Mishima*** - Hwoarang** - Jack-6 - Jaycee** - Jin Kazama** - Jinpachi Mishima*** - Jun Kazama** - Kazuya Mishima - King II - Kinjin*** (Nuevo personaje en esta entrega; versión de oro y rey de Mokujin, no confundirlo con Gold Tetsujin) - Kuma II** | - Kunimitsu I** - Lars Alexandersson - Lee Chaolan** - Leo Kliesen* - Lili De Rochefort - Ling Xiaoyu** - Marshall Law - Miguel Caballero Rojo** - Mokujin*** - Nina Williams** - Paul Phoenix - Sergei Dragunov** - Steve Fox* - Tetsujin*** - True Ogre*** |